# Советская улица (Хабаровск)
Советская улица — улица в Хабаровске, проходит через исторический центр города от набережной Амура (из парковой зоны у стадиона Ленина) и за Марсовой улицей продолжается Полоцким переулком.

## История
Одна из первых улиц города, граница городской застройки по первому плану города 1864 года. Первоначальное название — Николаевская. Возникшая здесь китайская слобода и китайский базар дали улице название Базарная, продолжение улицы носило название Кладбищенская поскольку вело к православному кладбищу за городской чертой перед железнодорожными путями и иноверческому и военному кладбищам за ними
В 1899 году на улице заработала построенная купцом первой гильдии и предпринимателем Николаем Ивановичем Тифонтаем (Дзи Фэн Тай), выходцем из Китая, паровая вальцовая мельница. В 2008 году перешедшее в частную собственность здание (памятник архитектуры и истории) сгорело и в настоящий момент разрушается
В середине 1950-х годов на территории у выхода улицы к реке Амур был создан масштабный спортивный комплекс, территорию украшали многочисленные скульптуры спортсменов

## Достопримечательности
д. 1 — Центральная спортивная арена стадиона имени Ленина
д. 1, 3, 5, 8 — Комплекс зданий торгового дома «Тифонтай и К°»

## Галерея

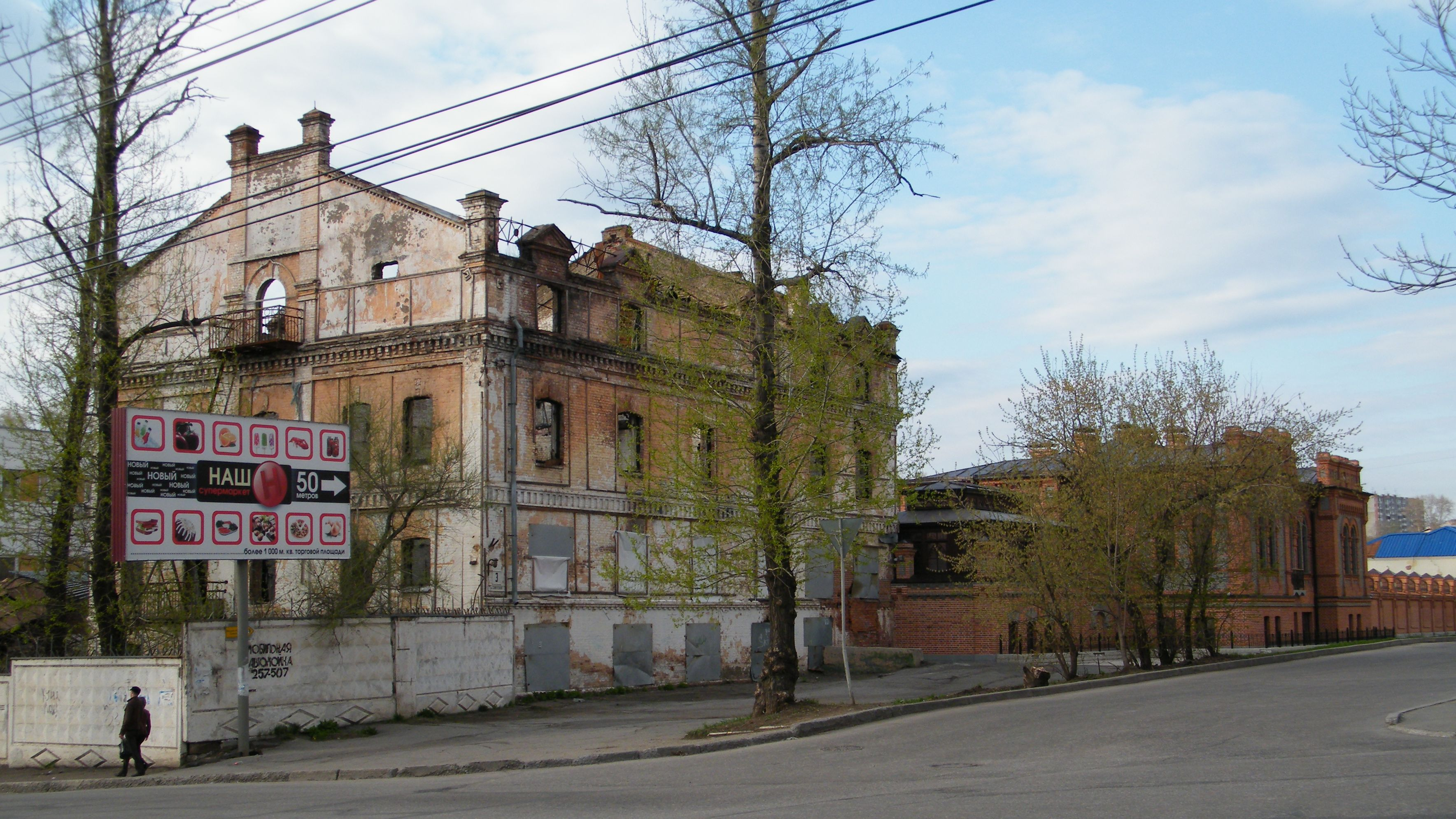
Мельница купца Тифонтая
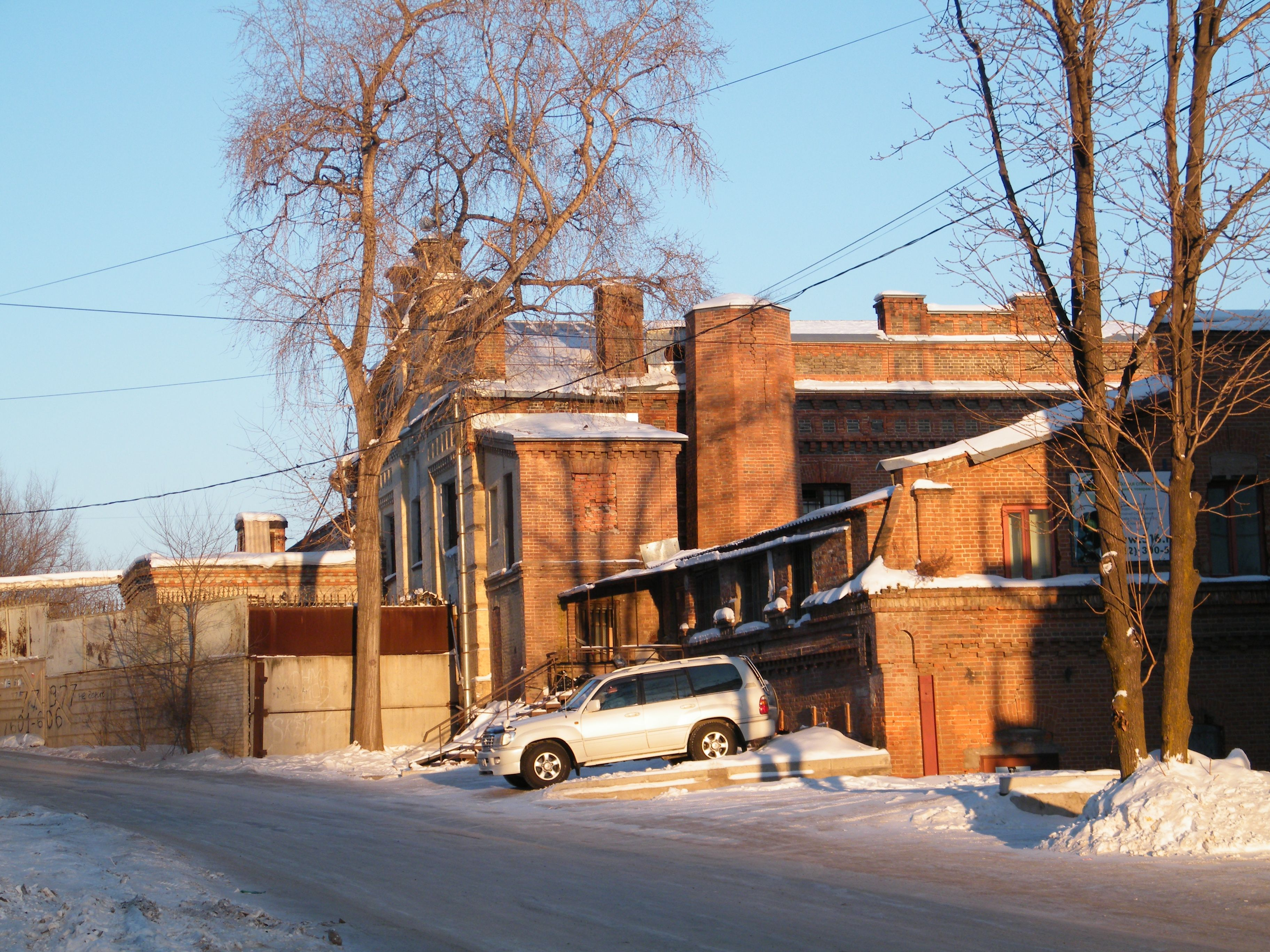
Табачная фабрика купца Тифонтая